# De Nachtzoen
De Nachtzoen is een televisieprogramma dat aan het begin van elke nacht wordt uitgezonden door de Nederlandse publieke omroep EO. 

## Inhoud
Deze dagsluitingen zijn korte gesprekken met bekende of minder bekende Nederlanders over zaken die hen inspireren en motiveren. De Nachtzoen is begonnen als programma van de IKON. Toen deze omroep opging in de EO werd De Nachtzoen voortgezet door de EO. De Nachtzoen werd van 2010 tot 2015 gepresenteerd door Annemiek Schrijver. Zij werd opgevolgd door Colet van der Ven (presentatie van 2015 tot 2016) en Marleen Stelling (vanaf 2016 tot heden). Hella van der Wijst presenteerde in 2019 enkele afleveringen van De Nachtzoen.
Sinds 2025 zijn het korte dagsluitingen voor het slapengaan. Verhalen uit de Bijbel waarin Stelling staat voor een scherm met afbeeldingen die het verhaal ondersteuning geeft.